# Sallywalkerana
Sallywalkerana is een geslacht van kikkers (Anura) uit de familie Ranixalidae. De groep werd voor het eerst wetenschappelijk beschreven door Dahanukar, Modak, Krutha, Nameer, Padhye en Molur in 2016. De geslachtsaanduiding Sallywalkerana is een eerbetoon aan Sally Walker.
Er zijn drie verschillende soorten, alle soorten zijn endemisch in India.

## Taxonomie
Geslacht Sallywalkerana
- Soort Sallywalkerana diplosticta
- Soort Sallywalkerana leptodactyla
- Soort Sallywalkerana phrynoderma

Indirana · 
Sallywalkerana